# Eje Central Lázaro Cárdenas
El Eje Central Lázaro Cárdenas, o simplemente Eje Central, es una de las avenidas principales y más largas de la Ciudad de México, que atraviesa la ciudad de sur a norte, unificando y sustituyendo varias calles y avenidas históricas para formar un corredor vial continuo. Su extensión aproximada es de casi veinte kilómetros, conectando desde la zona sur en Coyoacán hasta los límites con el Estado de México en el norte.
A lo largo de su recorrido, cruza importantes avenidas y ejes viales, facilitando la conexión entre distintas zonas urbanas y sirviendo como corredor principal para el transporte público. El eje cruza aproximadamente 12 estaciones del sistema de metro y es conocido por tener uno de los cruces peatonales más transitados de Latinoamérica, en la intersección con la calle Francisco I. Madero.

## Historia
Antes de su consolidación como Eje Central, la vía estaba fragmentada en nueve calles o avenidas con nombres propios y trayectorias independientes. Estos tramos, de sur a norte, fueron: Ajusco, Panamá, Niño Perdido, San Juan de Letrán, Ruiz de Alarcón, Aquiles Serdán, Gabriel Leyva, Santa María la Redonda y Abundio Martínez.
En la década de 1970, como parte del proyecto de ejes viales, estas avenidas fueron unificadas para formar el Eje Central. Esta transformación implicó la ampliación, rectificación y renombramiento de calles y avenidas de doble sentido, para crear una vía continua de sentido único de sur a norte, con un carril exclusivo para transporte colectivo en sentido contrario (el flujo norte-sur le correspondería a un eje complementario: el Eje 1 Poniente). El nombre fue asignado en honor al presidente Lázaro Cárdenas del Río, quien gobernó México entre 1934 y 1940.

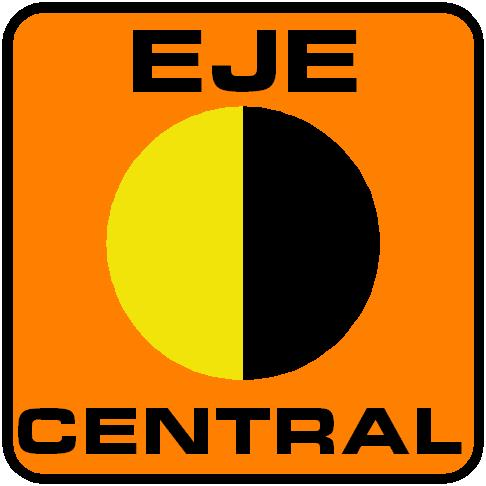
Antigua señalética del Eje Central

La vialidad conectaría el sur con el centro de la ciudad, atravesando en línea vertical la parte más antigua de la urbe. La señalética del Eje Central fue creada por el diseñador gráfico Lance Wyman (así como los números y señalamientos de este y otros ejes viales), quien tomó esta referencia para crear una señalización basada en un círculo dividido en dos mitades de colores distintos, simbolizando a la Ciudad de México partida en dos por la traza del eje.
Actualmente, sobre esta avenida opera el Corredor Cero Emisiones, un sistema de transporte que utiliza exclusivamente trolebuses. Desde el año 2009, se prohibió la circulación de cualquier otro medio de transporte colectivo en esta vía.

### Antiguas denominaciones
El Eje Central es comúnmente conocido por dos nombres que se han mantenido desde su creación y se usan hasta hoy: San Juan de Letrán y Niño Perdido. Anteriormente, un tramo de la avenida se llamaba Avenida San Juan de Letrán, por el templo de San Juan de los Naturales que estaba donde ahora está el Mercado de San Juan. También se le conocía como Avenida Niño Perdido, por una capilla del siglo XVII que veneraba la imagen del Niño Jesús perdido y hallado entre los Doctores. Esta capilla se encontraba en los terrenos que hoy ocupan una gasolinera y bodegas sobre esta avenida.
La secuencia de los tramos antiguos que conformaron el Eje Central Lázaro Cárdenas, de sur a norte, es la siguiente:
- Ajusco: En el extremo sur, unía con avenida Río Churubusco y al norte con Panamá.[1]
- Panamá: Iniciaba en Ajusco y conectaba en el norte con la calle Niño Perdido.[4]
- Niño Perdido: Atravesaba la colonia Portales y llegaba al centro de la ciudad hasta la fuente de Salto de Agua.[1][4]
- San Juan de Letrán: Iniciaba su trazo en Arcos de Belén o José María Izazaga y alcanzaba la actual calle Madero.[4]
- Juan Ruiz de Alarcón: Corría de Madero hasta la calle Tacuba.[1]
- Aquiles Serdán: Desde Tacuba hacia el norte, este tramo seguía la continuidad de la vialidad.[1]
- Gabriel Leyva: Posterior a Aquiles Serdán. El tramo continuaba hacia el norte.[5]
- Santa María la Redonda: Corría a lo largo de la actual colonia Guerrero y posteriormente fue ampliada hasta conectar con la avenida de los Insurgentes.[6]
- Abundio Martínez: En la parte norte, esta calle conectaba con la avenida de los Insurgentes, sirviendo como enlace importante antes de la unificación del eje.[1]

A lo largo de su recorrido, la avenida conserva en algunos tramos los nombres históricos de las calles que la conformaron, aunque oficialmente están unificadas bajo el nombre Lázaro Cárdenas.

## Importancia

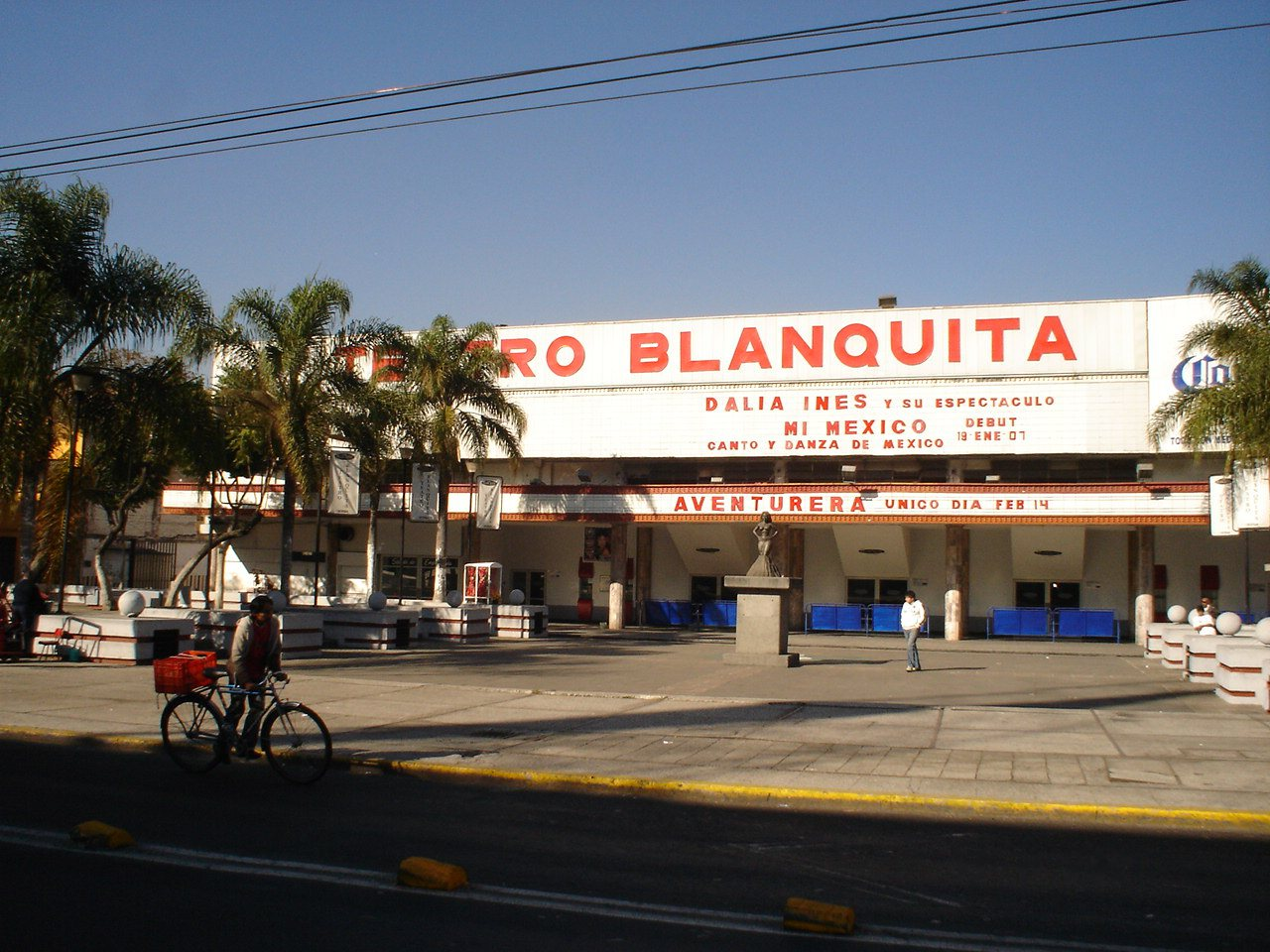
Teatro Blanquita sobre el Eje Central Lázaro Cárdenas.

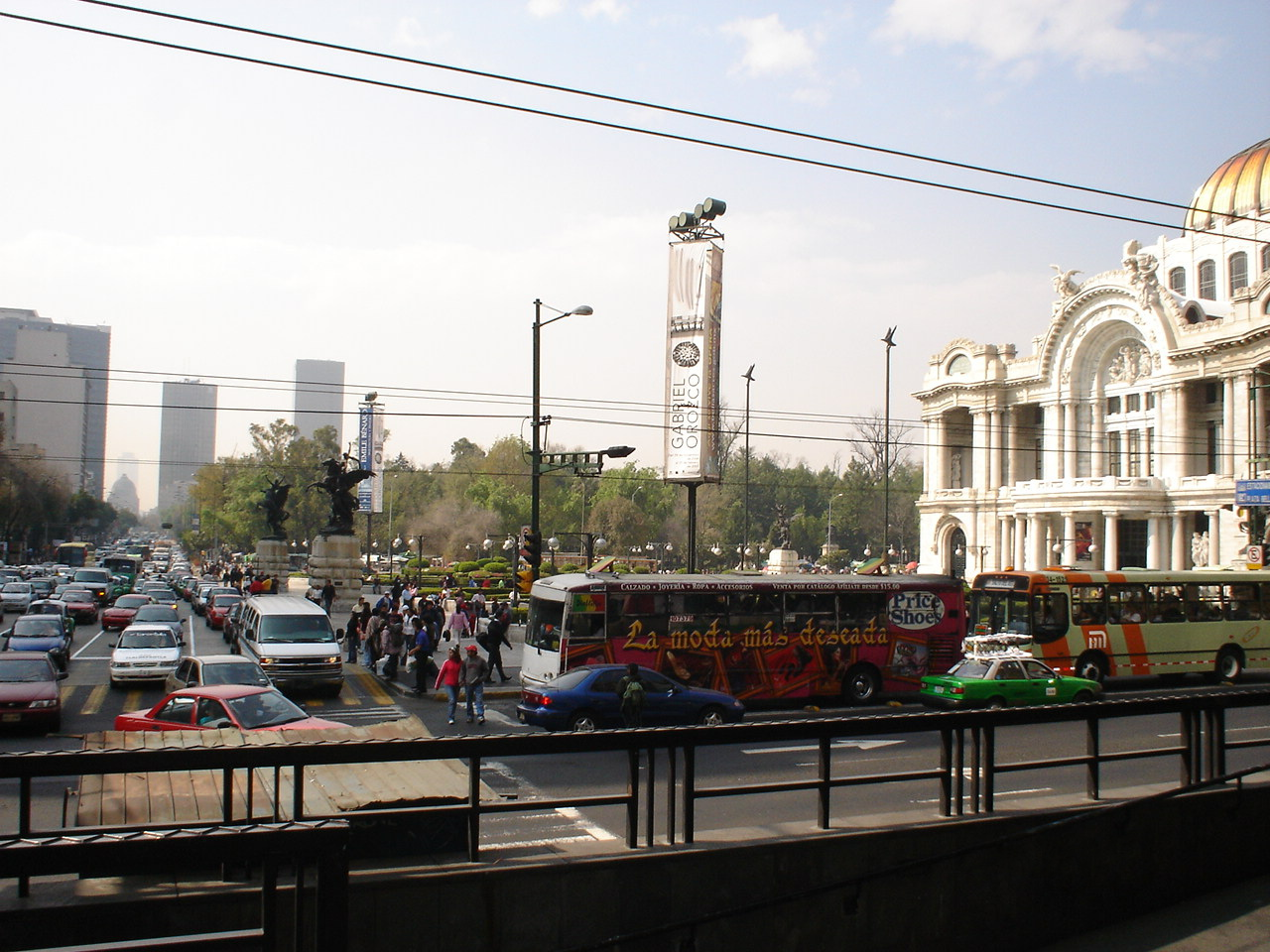
Vista panorámica del Palacio de Bellas Artes y la
Alameda Central sobre el Eje Central Lázaro Cárdenas.

El Eje Central Lázaro Cárdenas es de gran importancia al tránsito cotidiano vehicular, pues prácticamente atraviesa la ciudad pasando por edificios, colonias, comercios y establecimientos icónicos de la Ciudad de México; como lo son (de sur a norte): la alberca Olímpica Juan de la Barrera, la Colonia Portales, Santa María Nativitas, la Colonia Obrera, la Colonia Doctores, la Fuente del Salto del Agua, el Edificio Miguel E Abed, la Torre Latinoamericana, el Palacio de Bellas Artes, el Teatro Blanquita, la Plaza de las Tres Culturas, Central de Autobuses Norte, Instituto Politécnico Nacional (Zacatenco), entre otros.
Así como un importante número de rutas pertenecientes a organizaciones colectivas.
Hasta el 1.º de agosto de 2009 había las siguientes rutas prestando servicio en el Eje Central (solo se nombran las más importantes, descartando las rutas que no usan mucho el trayecto del eje central).

### Ruta 1
- Ciudad Universitaria/Obrero Mundial/Metro Hidalgo - Reyes Iztacala/Tlalnepantla/Valle Ceylan
- Alberca Olímpica - Progreso Nacional(Prestada Por Autobuses)
- Ciudad Universitaria - Ticomán
- Metro Hidalgo/Bellas Artes - Progreso Nacional "La Selvita"/Puente de Santiaguito

### Trolebús
- Línea 1 / Corredor Cero Emisiones - Eje Central

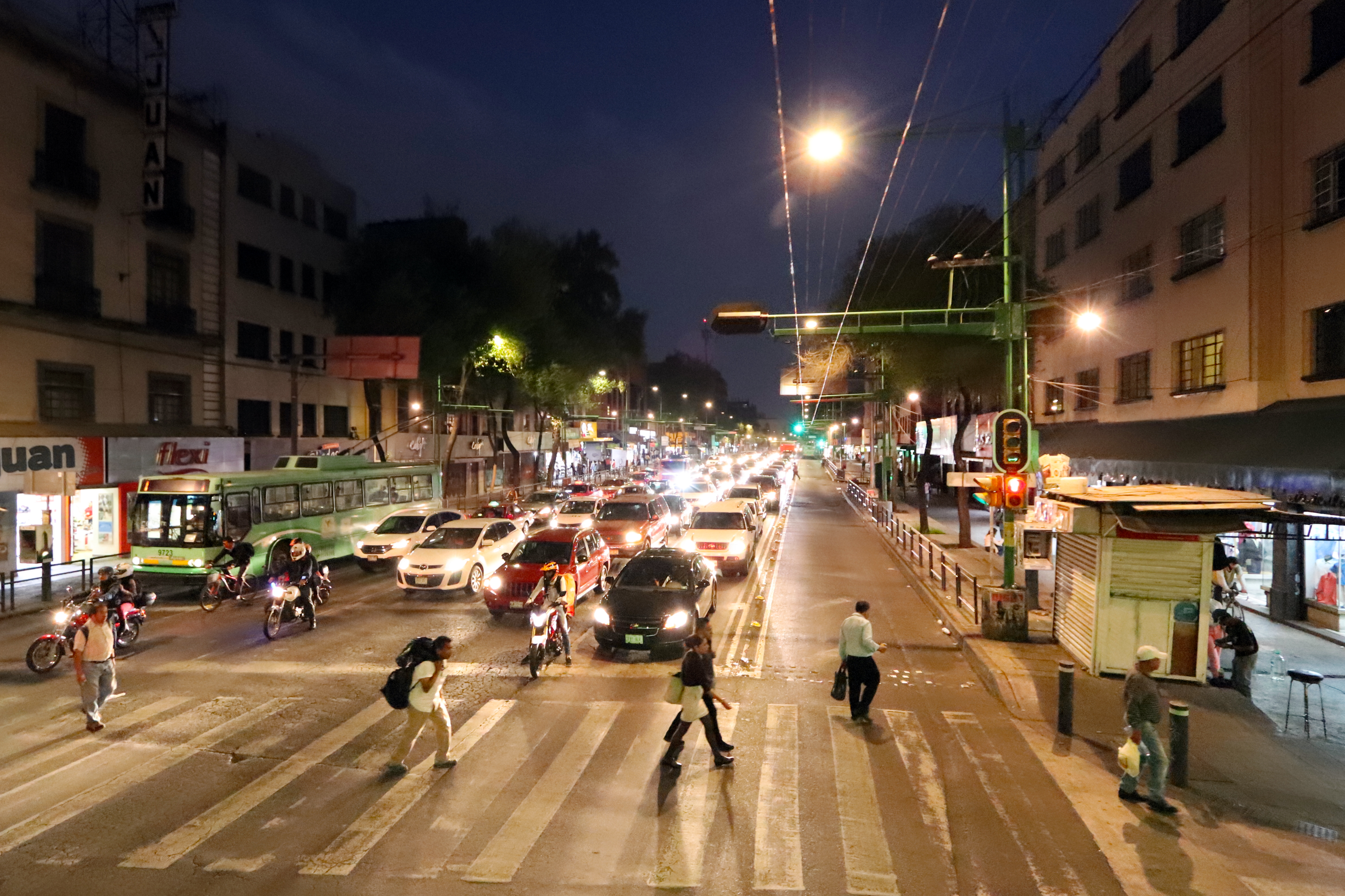
Eje Central Lázaro Cárdenas a la altura de República del Salvador.

A partir de mayo de 2009, se comenzaron a hacer las adecuaciones a esta avenida para convertirla en un corredor de transporte exclusivo para trolebuses reubicando paradas y quitando las que fuesen innecesarias así como la dotación de un diseño exclusivo y un icono para cada "parada" para quedar concluido el 1 de agosto de 2009 como Corredor Cero Emisiones "Eje Central".
Asimismo se reubicaron las rutas concesionadas que prestaban servicio en el eje central en el caso de 2 de ellas que prestaban servicio hacia progreso nacional y Tlalnepantla se les reubicó dotando a la ruta de un carril de contraflujo en el Eje 1 Poniente para que así tengan un regreso hacia sus bases en el Estado de México.
Sin embargo, el replegar las restantes rutas al Eje 1 Poniente no fue cumplido en su totalidad puesto que aún recorren el tramo de eje central de manera que antes de llegar al hospital de la raza las unidades dan la vuelta enfilándose hacia circuito interior para luego incorporarse al eje central en su tramo norte desde circuito interior hasta la avenida de los 100 metros, la única particularidad es que se les prohíbe el ascenso de pasaje hasta pasar el CCH donde actualmente se construye una bahía para poder abordar los mismos sin problema alguno, el gobierno en turno informó que esto es un programa experimental para poder ver la factibilidad de seguirlos dejar operando sobre eje central.
Inclusive se reactivaron ambas rutas de RTP pertenecientes al módulo 34 Brindando el Servicio por Eje 1 Poniente también.

### Después de la implementación del Corredor Cero Emisiones
Con la puesta en servicio del corredor cero emisiones,la reconfiguracion de rutas queda establecida de la siguiente manera,esto en pro de alimentar al Corredor Cero Emisiones en si.:

#### Rutas actuales en la parte Sur del Eje Central
- Ruta 1 GR: Metro Taxqueña - IMAN directo(Av. de los Insurgentes/Centro Comercial Perisur)
- Diversas rutas tanto de RTP,GMT y Concesionados,que van a otros lugares más alejados o bien cercanos como el Mercado de la Bola,Las Bombas,Estadio Azteca,Centro Comercial Gra Sur y demás. Muchas de ellas ocupan el primer tramo desde Av. De los Insurgentes hasta Delfin Madrigal para poder llegar a la estación del Metro Universidad.
- Ruta 2 (Metro Chapultepec - Alberca Olímpica/Espartaco/Bombas) Solo usa el tramo de División del Norte.

#### Ruta actual en la parte Sur/Centro/Norte Centro del Eje Central
- STE Corredor Cero Emisiones Terminal de Autobuses del Norte - Terminal de Autobuses del Sur

#### Rutas actual en la parte Norte/Centro Norte Centro del Eje Central
- Ruta 1 Corredores Unidos del Norte S.A.(Metro La Raza - Progreso Nacional/La Selvita y Metro la Raza - Puente de Santiaguito)
- Ruta 1 GR (Metro La Raza - Tlalne Boliche)
- ITEC S.A. de C.V.(Metro Politécnico - Tlalnepantla/Los Reyes Ixtacala)
- Corredor Movilidad Interurbana Integral y Turística S.A.P.I(Sustituye a Ruta 88),(Metro Revolución - Acueducto de Guadalupe,Metro Politécnico - Tepe/Tokio/Cuautepec/Reclusorio Norte/Chalma/Puerto y Metro Politécnico - Tlalnepantla/San Andrés/Manzana de Roma.)
- RTP:(Metro Hidalgo/Metro La Raza - Reclusorio Norte/Charco y Metro La Raza - Ampliación Malacates)
- Corredor Cero Emisiones(Línea CP/Circuito Politécnico)Metro Politécnico - Instituto Politécnico Nacional
- Diversas rutas del Estado de México,que ocupan el eje central en orden de que la conectividad se vea favorecida.

## Recorrido
Av. Del Iman
De doble sentido entre Insurgentes Sur esq. con Anillo Periférico Blvd.  Adolfo López Mateos y Av. Antonio Delfín Madrigal.
El recorrido del Eje Central inicia a través de la Av. Del Iman
Av. del Iman, de doble sentido con camellón amplio entre Insurgentes Sur y el denominado  Anillo Periférico hasta la Av. Antonio Delfín Madrigal.(Para el sentido hacia la avenida de los insurgentes, esta se interrumpe antes del hospital de pediatría colindante a una entrada a Ciudad Universitaria permitiendo desembocar en la calle de Céfiro, para llegar al Anillo Periférico) Del mismo modo la iluminaria corresponde a la de un eje vial, aunque la señalética no está puesta. Este tramo es el primero de todo el recorrido del Eje Central
Av. Aztecas, de doble sentido, con camellón amplio entre la Av. Antonio Delfín Madrigall y el Eje 10 Sur Pedro Henríquez Ureña. La luminaria corresponde a un eje vial y la señalética está colocada en sus respectivos postes. Este tramo corresponde al segundo tramo conformado como parte del eje. Atraviesa vialidades importantes como Papatzin, Tepalcatzin y Rey Nezahualcóyotl.
Después de este punto el Eje Central se separa en Montserrat (para sentido norte-sur) y Candelaria (para sentido sur-norte). Ambas cruzan la Avenida Pacífico y poseen luminaria de eje vial, pero no cuentan con la señalética. Montserrat se convierte en Avenida Los Pinos al cruce con División del Norte.
Desde este momento, el Eje Central deja de "existir" temporalmente desde Los Pinos hasta el Circuito Interior. Sobreponiéndose a División del Norte como continuación o nexo entre Av. Aztecas y Lázaro Cárdenas.  Ni siquiera en el cruce con Miguel Ángel de Quevedo (una vialidad que corresponde extraoficialmente como parte del Eje 9 Sur) existe luminaria ni señalética.
Av. Lázaro Cárdenas
Al llegar a Circuito Interior, a la altura de la Alberca Olímpica Francisco Márquez y el Circuito Interior Bicentenario, reaparece el Eje Central con señalética y luminaria de eje vial, sin embargo, debido al Corredor Cero Emisiones (proyecto del Jefe de Gobierno Marcelo Ebrard Casaubon), la señalética fue cambiada al de la propia del proyecto-corredor. Además, el doble sentido deja de existir (el sentido norte-sur se compensa cuando se utiliza el Eje 1 Poniente, ocupar la Glorieta de Rivera, para enfilarse al sur por la Av. División del Norte hasta la reincorporación de la circulación a la altura de la alberca olímpica) y solo continúa el flujo sur-norte. A su paso por el centro de la ciudad, va cambiando de nomenclatura en los siguientes nombres como se conocía a la avenida anteriormente (Actualmente es Lázaro Cárdenas): Ajusco, Panamá, Niño Perdido, San Juan de Letrán, Juan Ruiz de Alarcón, Aquiles Serdán, Gabriel Leyva, Santa María La Redonda y Abundio Martínez. En total, desde el Circuito Interior, el Eje Central cruza las siguientes vialidades:
- Eje 8 Sur Popocatépetl
- Eje 7A Sur Emiliano Zapata
- Eje 7 Sur Municipio Libre
- Miguel Laurent
- Eje 6 Sur Ángel Urraza / Independencia
- Eje 5 Sur Gabriel Ramos Millán / Eugenia
- Cumbres de Acultzingo
- Eje 4 Sur Xola
- Universidad
- Diagonal San Antonio
- Obrero Mundial
- Viaducto Miguel Alemán
- Eje 3 Sur José Peón Contreras / Dr. Ignacio Morones Prieto
- Eje 2A Sur Dr. Balmis / Manuel Payno
- Eje 2 Sur Dr. Olvera / Manuel José Othón
- Dr. Claudio Bernard / José Tomás Cuellar
- Lorenzo Boturini / Dr. Velasco
- Diagonal 20 de Noviembre
- Eje 1 Sur Dr. Río de la Loza / Fray Servando Teresa de Mier
- José María Izazaga / Arcos de Belén
- Juárez / Madero
- 5 de Mayo
- Tacuba / Hidalgo
- Paseo de la Reforma
- Eje 1 Norte Av. Mosqueta / Rayón
- Ricardo Flores Magón (Antigua Calzada Nonoalco)
- Eje 2 Norte Manuel González (Antigua Calz. Tlatelolco)

Al llegar a la Raza, Eje Central y la Avenida Paganini combinan sus flujos para atravesar Avenida de los Insurgentes Norte, el Eje 3 Norte Cuitlahuac y avenida IPN. Deja el nombre oficial de 'Lázaro Cárdenas' para cambiar al de "Avenida de los 100 Metros". (Sin embargo los letreros laterales de nomenclatura tienen el nombre Lázaro Cárdenas) El estilo de luminaria de eje vial continúa pero con menos periodicidad (solamente en cruces importantes). La señalética del Corredor Cero Emisiones se mantiene. De nuevo, el Eje Central se convierte en doble sentido y atraviesa las siguientes vialidades:
- Eje 4 Norte Poniente 128 / Fortuna
- Eje 5 Norte Montevideo
- Eje 6 Norte Othón de Mendizábal / Poniente 152
- Margarita Maza de Juárez.

En el Eje 5 Norte, la señalética del Corredor Cero Emisiones desaparece, pues termina su ruta.  Sin embargo, la luminaria fue pintada de color verde claro, similar al resto del corredor. La señalética original del Eje Central reaparece.
Reaparece el nombre de Lázaro Cárdenas, antes de llegar al Anillo Periférico (Acceso Libre), la luminaria sigue correspondiendo a la de eje vial solo en los cruces importantes y a veces mezclada con luminaria normal. La señalética todavía es visible, pero con muy pocos letreros, y estos están colocados en postes convencionales. La circulación sigue siendo de dos sentidos, pero el sentido sur-norte sigue teniendo la mayoría de carriles y el sentido norte-sur solo cuenta con dos carriles. El límite entre ambos sentidos es simulado con separación semifija.
Al llegar a Periférico, coloquialmente el Eje Central termina con el Puente de Santiago Atepetlac o "Santiaguito". La señalética se vuelve errónea pues hay postes que marcan como Eje Central a Periférico (Solo el acceso libre) siendo otra vía diferente y perpendicular a la anterior. Hay letreros antiguos y oxidados en el cruce de Periférico y Eje 1 Poniente Calzada Vallejo en el que se le denomina aún como Eje Central, aunque dicho tramo ya se encuentre en el territorio del Estado de México.
El trazo, sin embargo, sigue como Av. de la Ventisca, Luis Espinoza, Av. Juárez y Calz. Cuautepec, que en sentido estricto serían la continuación de Eje Central en un flujo de ambos sentidos iguales hasta el Reclusorio Norte y Jaime Nunó, cruce que está en el límite entre el Distrito Federal y el Estado de México. En sentido práctico ya no "serviría como Eje Vial" pues el trazo deja de ser recto como antes predominando las vueltas. No hay ya señalética de ningún tipo y la luminaria se vuelve totalmente como la de cualquier avenida. Terminando, como se ha dicho, el trazo hasta el Reclusorio Norte, límite entre ambas entidades.
Obras:
Actualmente el tramo que comprende de norte a sur previo a su llegada al Puente de Santiago Atepetlac se encuentra en construcción el [Anillo Periférico (Caseta de Cobro) de peaje que conectara a Ecatepec con Tlalnepantla llamada "Anillo Periférico (Av. Río de los Remedios) - Anillo Periférico (Av. Presidente Juárez)", en su tramo que atravesara el Distrito Federal, a lo largo de 4 kilómetros, atravesando colonias tales como Progreso Nacional, Guadalupe Proletaria, Ampliación Guadalupe Proletaria y Tres Anegas, esta obra se realiza sobre el canal del río de los remedios y que se conectara con el Arco Norte, situado paralelamente a la Avenida Vallejo y que colinda con Eje Central. Estas obras se suman a las distintas vialidades que pretenden ayudar a mejorar la vialidad sobre Eje Central ya que al colindar con el Estado de México constantemente presenta problemas viales, esta obra se contempla esté terminada antes del año 2012.